# 雅迪
雅迪（ヤディア・グループ・ホールディングス）は中国の上海に本社を置く電動自転車、オートバイ、スクーターのメーカーである。中国国内の無錫、天津、慈谿、清遠に7つの生産拠点を持ち、上海と無錫で開発を行っている。ヤディアは世界最大の電気二輪車メーカーである。

## 歴史
雅迪（ヤディア）は2001年に設立された。

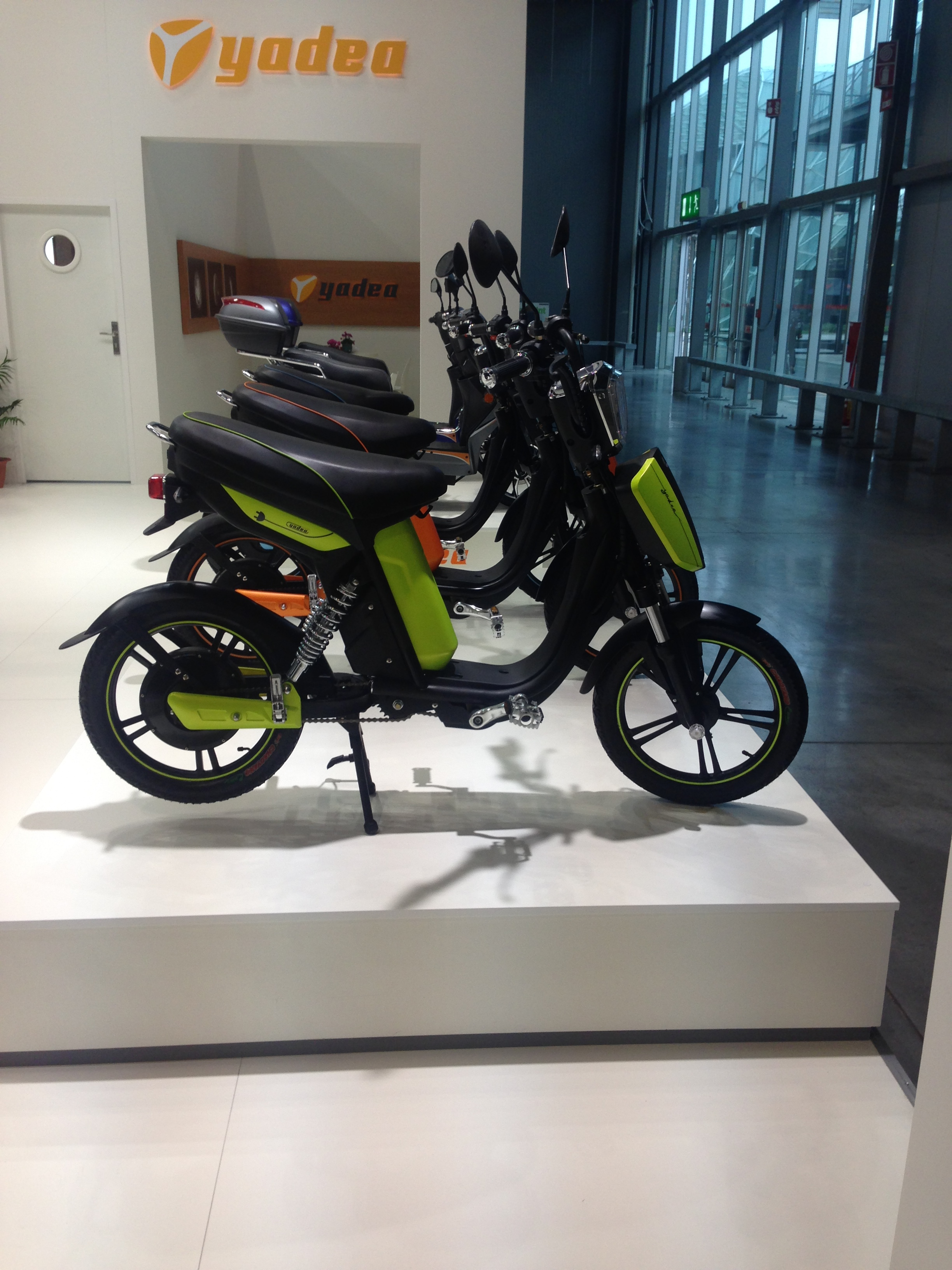
ヤディア ローラー, EICMA 2015

ヤディアは2020年に600万台の二輪車を販売した。これは世界第2位の数字である。340人の従業員が開発業務に従事している。2021年、ヤディアは-20℃でも動作する独自のグラフェン電池を発表した。ヤディアはこれまで80カ国で販売されているが、e-bikeを含む車両の95％（570万台）以上が中国で販売されている。
2021年、ヤディアはドイツで4台のeスクーターを発表した。オーストリアのデザイン事務所（Kiska）とコラボした最上級車種のC1S、ベスパを彷彿とさせるC-UmiとクラシカルなC-Line、より高品質な装備を備えたG5である。2022年末のEICMAでは、もう1台のeスクーター「Volt Guard VFV」と電動軽二輪車「Keenness VFD」が発表され、後者は出力10kW（14ps）、トルク280Nmを発揮する。
2022年にユーロバイクに出展した後、ヤディアは2023年のコンシューマー・エレクトロニクス・ショー（CES）で米国市場への参入を発表した。2023年半ば、ヤディアとポルシェは、ポルシェ・デザイン・センターと共同でデザインしたVF F200 eスクーターを発表した。